# Sachia Vickery
Sachia Vickery, née le 11 mai 1995 à Miramar, est une joueuse de tennis américaine professionnelle.
Elle a été championne junior de l'USTA. Elle a remporté trois titres ITF en simple et un en double.

## Carrière
En 2018, elle réussit ses meilleures performances sur le circuit WTA. En janvier, elle atteint pour la première fois les demi-finales à Auckland, avec des victoires importantes sur Lauren Davis et Agnieszka Radwańska. En mars, elle parvient à se qualifier puis à atteindre le troisième tour à Indian Wells, avec une victoire de prestige contre Garbiñe Muguruza, alors 3e mondiale. En avril, elle parvient à nouveau en demi-finale à Monterrey, où elle bat notamment Magdaléna Rybáriková. Cette saison lui permet ainsi d'intégrer pour la première fois le top 100 mondial.

## Parcours en Grand Chelem

### En simple dames
| Année | Open d'Australie | Open d'Australie   | Internationaux de France | Internationaux de France | Wimbledon       | Wimbledon          | US Open         | US Open            |
| ----- | ---------------- | ------------------ | ------------------------ | ------------------------ | --------------- | ------------------ | --------------- | ------------------ |
| 2013  | —                | —                  | —                        | —                        | —               | —                  | 2e tour (1/32)  | Julia Glushko      |
| 2014  | 1er tour (1/64)  | Lauren Davis       | Q1                       | Johanna Konta            | Q1              | Andreea Mitu       | Q1              | Arina Rodionova    |
| 2015  | —                | —                  | Q1                       | Ekaterina Bychkova       | 1er tour (1/64) | Ekaterina Makarova | 1er tour (1/64) | Shelby Rogers      |
| 2016  | Q3               | Kristýna Plíšková  | 1er tour (1/64)          | Anastasija Sevastova     | Q1              | An-Sophie Mestach  | Q1              | Kristína Kučová    |
| 2017  | Q1               | Lina Gjorcheska    | Q1                       | Zarina Diyas             | Q2              | Myrtille Georges   | 2e tour (1/32)  | Sofia Kenin        |
| 2018  | Q1               | Lesley Kerkhove    | 1er tour (1/64)          | Madison Keys             | 2e tour (1/32)  | Elise Mertens      | 1er tour (1/64) | Elina Svitolina    |
| 2019  | 2e tour (1/32)   | Danielle Collins   | Q2                       | Liudmila Samsonova       | Q1              | Danka Kovinić      | Q2              | Isabella Shinikova |
| 2020  | Q3               | Barbora Krejčíková | Q1                       | Martina Trevisan         | Annulé          | Annulé             | 2e tour (1/32)  | Iga Świątek        |
| 2021  | Q2               | Olga Danilović     | Q1                       | Sara Errani              | Q2              | Clara Burel        | Q2              | Olga Danilović     |
| 2022  | Q1               | Lizette Cabrera    | Q1                       | Nao Hibino               | Q2              | Zoe Hives          | Q3              | Cristina Bucșa     |
| 2023  | Q3               | Lucrezia Stefanini | Q2                       | Dayana Yastremska        | Q1              | Hsieh Su-wei       | 2e tour (1/32)  | Greet Minnen       |
| 2024  | Q1               | Alina Korneeva     | 1er tour (1/64)          | Ons Jabeur               | Q2              | Zarina Diyas       | Q1              | Wei Sijia          |
| 2025  | Q3               | Viktorija Golubic  |                          |                          |                 |                    |                 |                    |

N.B. : à droite du résultat se trouve le nom de l'ultime adversaire.

### En double dames
| Année | Open d'Australie | Open d'Australie | Internationaux de France | Internationaux de France | Wimbledon                  | Wimbledon                     | US Open                     | US Open                    |
| ----- | ---------------- | ---------------- | ------------------------ | ------------------------ | -------------------------- | ----------------------------- | --------------------------- | -------------------------- |
| 2013  | —                | —                | —                        | —                        | —                          | —                             | 1er tour (1/32) A. Kiick    | S. Fichman A. Wozniak      |
| 2017  | —                | —                | —                        | —                        | —                          | —                             | 2e tour (1/16) J. Cako      | L. Kichenok B. Krejčíková  |
| 2018  | —                | —                | —                        | —                        | 2e tour (1/16) Sofia Kenin | Kirsten Flipkens M. Niculescu | 1er tour (1/32) Sofia Kenin | V. Diatchenko M. Gasparyan |

N.B. : le nom de la partenaire se trouve sous le résultat ; le nom des ultimes adversaires se trouve à droite.

### En double mixte
| Année | Open d'Australie | Open d'Australie | Internationaux de France | Internationaux de France | Wimbledon | Wimbledon | US Open                   | US Open                 |
| ----- | ---------------- | ---------------- | ------------------------ | ------------------------ | --------- | --------- | ------------------------- | ----------------------- |
| 2015  | —                | —                | —                        | —                        | —         | —         | 1/8 de finale F. Tiafoe   | Hsieh S.-w. H. Kontinen |
| 2016  | —                | —                | —                        | —                        | —         | —         | 1er tour (1/16) F. Tiafoe | M. Hingis L. Paes       |

N.B. : le nom du partenaire se trouve sous le résultat ; le nom des ultimes adversaires se trouve à droite.

## Parcours en «Premier» et WTA 1000
Découlant d'une réforme du circuit WTA inaugurée en 2009, les tournois WTA « Premier Mandatory » et « Premier 5 » constituent les catégories d'épreuves les plus prestigieuses, après les quatre levées du Grand Chelem.
| Année |              | Premier Mandatory         | Premier Mandatory            | Premier Mandatory | Premier Mandatory |       | Premier 5 | Premier 5 | Premier 5  | Premier 5 | Premier 5   | Premier 5 | Premier 5                  |
| Année | Indian Wells | Miami                     | Madrid                       | Pékin             |                   | Dubaï | Rome      | Canada    | Cincinnati |           | Wuhan       |           |                            |
| Année | Indian Wells | Miami                     | Madrid                       | Pékin             |                   | Doha  | Rome      | Canada    | Cincinnati |           | Guadalajara |           |                            |
| Année | Indian Wells | Miami                     | Madrid                       | Pékin             |                   |       | Rome      | Canada    | Cincinnati |           |             |           |                            |
| 2019  |              | 1er tour (1/64) S. Vögele | 1er tour (1/64) Y. Wickmayer |                   |                   |       |           |           |            |           |             |           |                            |
|       |              | WTA 1000                  |                              |                   |                   |       |           |           |            |           |             |           |                            |
| 2023  |              |                           |                              |                   |                   |       |           |           |            |           |             |           | 2e tour (1/16) C. Dolehide |

Sous le résultat, l’ultime adversaire.

## Classements WTA en fin de saison
| Année          | 2011 | 2012 | 2013 | 2014 | 2015 | 2016 | 2017 | 2018 | 2019 | 2020 | 2021 | 2022 | 2023 | 2024 |
| Rang en simple | 420  | 389  | 190  | 195  | 130  | 139  | 116  | 96   | 156  | 158  | 220  | 190  | 147  | 209  |
| Rang en double | 773  | 745  | 396  | 379  | 380  | 1246 | 337  | 363  | 250  | 273  | 565  | 320  | 1158 | –    |

Source : (en) Classements de Sachia Vickery sur le site officiel de la Fédération internationale de tennis